# Lockstedt (Klötze)
Lockstedt gehört zur Ortschaft Neuendorf und ist ein Ortsteil der Stadt Klötze im Altmarkkreis Salzwedel in Sachsen-Anhalt.

## Geographie
Lockstedt liegt eineinhalb Kilometer südwestlich von Neuendorf und fünf Kilometer nördlich von Klötze in der Altmark. Im Westen fließt die Purnitz. Es ist ein Rundplatzdorf mit Kirche auf dem Platz. Im Südosten liegt das Waldgebiet Lockstedter Holz.

## Geschichte

### Mittelalter bis Neuzeit
Eine urkundliche Erwähnung von Lockstedt stammt aus dem Jahre 1394 als dat dorp to Lokstede. Albert von Alvensleben und Heinrich von Eikendorp verkauften und überließen wegen ihrer Gefangenschaft den Herzögen Bernhard und Heinrich von Braunschweig und Lüneburg einige Dörfer. So kam das Dorf an das Herzogtum Braunschweig-Lüneburg bzw. das Fürstentum Lüneburg, bei dem es bis 1815 verblieb. Weitere Nennungen sind 1458 in dem dorpe to Lokstede by henninge, 1541 Luckstede und 1873 Lockstedt bei Klötze.

### Ersterwähnung
Der Historiker Peter P. Rohrlach schreibt, dass die von Dehio im Jahre 2002 angegebene erste chronikalische Erwähnung 1234 der Kirche in Lockstedt nicht zu belegen ist. Hingegen schreibt Wilhelm Zahn im Jahre 1907, dass in einer Schulenburger Registratur von 1604 eine Urkunde vom 6. November 1280 aufgeführt ist, die sich auf die Weihe der Kirche in Locktedt bei Kakerbeck bezieht, welche für den Sonntag vor Johanni angeordnet war. Parisius und Brinkmann wiesen schon 1868 darauf hin, dass im Verzeichnis zum Codex diplomaticus Brandenburgensis, erstellt von Moritz Wilhelm Heffter, Lockstedt bei Klötze falsch zugeordnet ist.

### Herkunft des Ortsnamens
Franz Mertens schlägt für den Ortsnamen zwei Ableitungen vor. Entweder von lok, look für Schnittlauch oder wahrscheinlicher von lok, loc für Gehölz.

### Eingemeindungen
Das Dorf gehörte bis 1807 zum braunschweig-lüneburgischen Amt Klötze und anschließend bis 1808 zum Kanton Klötze im Königreich Westphalen, danach bis 1810 zum Amt Klötze im Kurfürstentum Braunschweig-Lüneburg und anschließend bis 1813 zum Kanton Jübar im Königreich Westphalen. Von 1813 bis 1815 kam es zurück zu Braunschweig-Lüneburg beziehungsweise zum Königreich Hannover. Erst 1816 kam Lockstedt zum preußischen Landkreis Gardelegen im Regierungsbezirk Magdeburg.
Am 20. Juli 1950 wurde die Gemeinde Lockstedt nach Neuendorf (Klötze) eingemeindet. Mit der Eingemeindung von Neuendorf nach Klötze am 1. Januar 2010 kam der Ortsteil Lockstedt zur Stadt Klötze und zur neu errichteten Ortschaft Neuendorf.

### Einwohnerentwicklung
| Jahr | Einwohner |
| ---- | --------- |
| 1785 | 166       |
| 1801 | 164       |
| 1818 | 119       |
| 1840 | 181       |
| 1864 | 287       |
| 1871 | 295       |

| Jahr | Einwohner |
| ---- | --------- |
| 1885 | 274       |
| 1892 | [00]253   |
| 1895 | 279       |
| 1900 | [00]227   |
| 1905 | 305       |
| 1910 | [00]312   |

| Jahr | Einwohner |
| ---- | --------- |
| 1925 | 312       |
| 1939 | 283       |
| 1946 | 465       |
| 2018 | [00]225   |
| 2020 | [00]202   |
| 2021 | [00]195   |

| Jahr | Einwohner |
| ---- | --------- |
| 2022 | [0]192    |
| 2023 | [0]192    |

Quelle, wenn nicht angegeben, bis 1946:

## Religion
- Die evangelischen Christen der Kirchengemeinde Lockstedt, die früher zur Pfarrei Hohenhenningen gehörte,[15] werden heute betreut vom Pfarrbereich Klötze im Kirchenkreis Salzwedel im Bischofssprengel Magdeburg der Evangelischen Kirche in Mitteldeutschland.[16]
- Die ältesten überlieferten evangelischen Kirchenbücher für Lockstedt stammen aus dem Jahre 1652.[17]
- Die katholischen Christen aus Lockstedt gehörten früher zur Kuratie Klötze. Sie gehören heute zur Pfarrei „St. Hildegard“ in Gardelegen.[18]

## Kultur und Sehenswürdigkeiten
- Die evangelische Dorfkirche Lockstedt ist ein flach gedeckter spätmittelalterlicher Findlingsbau mit barockem Fachwerk-Dachreiter.[19]
- In Lockstedt steht eingezäuntes, freistehendes Denkmal für die Gefallenen des Ersten und Zweiten Weltkrieges.[20]

## Persönlichkeiten
- Maria Cyrenius (1872–1959), deutsch-österreichische Emailleurin, Malerin, Kunstgewerblerin und Zeichenlehrerin
- Martin Meißner (* 1943), deutscher Schriftsteller